# 中等唱歌集
中等唱歌集（ちゅうとうしょうかしゅう）は、伊沢修二が初代校長を務めた東京音楽学校（前・音楽取調掛）によって、中学校教育用に編纂された官選の唱歌集である。1889年（明治22年）12月に出版され、18曲が収められた。
全18曲のうち日本人が作詞作曲したものは5曲で、残り13曲は外国曲である。このうち「埴生の宿」は、当時の歌詞のまま後世まで歌い継がれている。

## 曲目一覧
作詞・作曲・原曲は出典から引用した。
- 1 君が代（きみがよ）古今和歌集読み人知らず、奥好義作曲
- 2 紀元節（きげんせつ）高崎正風作詞、伊沢修二作曲
- 3 天長節（てんちょうせつ）高崎正風作詞、伊沢修二作曲
- 4 旭の旗（あさひのはた）ドイツ民謡
- 5 三千余万（さんぜんよまん）芝葛鎮作曲
- 6 矢玉は霰（やだまはあられ）里見義作詞、伊沢修二作曲
- 7 君が代の初春（きみがよのはつはる）里見義作詞、アメリカ曲 - 原曲「Wake, wake the morning」
- 8 織なす錦（おりなすにしき）アメリカ曲 - 原曲は作者不詳のミンストレルソング「Rosa Lee, or, Don't Be Foolish Joe!」
- 9 御稜威の光（みいつのひかり）モーツァルト作曲 - 原曲「Bald prangt, den Morgen zu verkuenden」（オペラ「魔笛」より）
- 10 御国の民（みくにのたみ）フィリップ・ファイル（英語版）作曲 - 原曲「コロンビア万歳（Hail Columbia）」（当時のアメリカ国歌）
- 11 保昌（やすまさ）モーツァルト作曲 - 原曲「Das klinget so herrlich（きれいな音だ）」（オペラ「魔笛」より）
- 12 凱旋（がいせん）ヘンデル作曲 - 原曲「見よ勇者は帰る」（オラトリオ「ユダス・マカベウス」より）
- 13 国旗（こっき）アダム・ガイベル作曲 - 原曲「Freedom's Flag」
- 14 火砲の雷（ほづつのらい）里見義作詞、カール・ヴィルヘルム（英語版）作曲 - 原曲「ラインの守り」（ドイツのかつての準国歌）
- 15 埴生の宿（はにゅうのやど）里見義作詞、ビショップ作曲 - 原曲「Home! Sweet Home!」
- 16 身も世も忘れ（みもよもわすれ） - 原曲「ガウデアームス・イギトゥル」ヨーロッパ学生歌
- 17 君は神（きみはかみ）里見義作詞、ベートーヴェン作曲 - 原曲「Die Ehre Gottes aus der Natur」Op. 48 (1803) No. 4
- 18 憲法発布の頒（けんぽうはっぷのしょう）ルドルフ・ディットリヒ作曲